# Pagiriai
Pagiriai (ryska: Пагирис) är en ort i Litauen.   Den ligger i länet Kaunas län, i den centrala delen av landet, 90 km nordväst om huvudstaden Vilnius. Pagiriai ligger 79 meter över havet och antalet invånare är 523.
Terrängen runt Pagiriai är mycket platt. Runt Pagiriai är det ganska glesbefolkat, med 36 invånare per kvadratkilometer. Närmaste större samhälle är Ramygala, 18,0 km norr om Pagiriai. Trakten runt Pagiriai består till största delen av jordbruksmark.